# Notophthiracarus lineolatus
Notophthiracarus lineolatus är en kvalsterart som beskrevs av Sandór Mahunka 1993. Notophthiracarus lineolatus ingår i släktet Notophthiracarus och familjen Phthiracaridae. Inga underarter finns listade i Catalogue of Life.